# Armando Traverso
Armando Traverso (Genova, 1º agosto 1958) è un conduttore televisivo, conduttore radiofonico, giornalista e attore italiano.

## Biografia
Conduttore di programmi della TV dei ragazzi della televisione di stato italiana, ha studiato al DAMS di Bologna, e ha condotto sulle reti analogiche della Rai diversi programmi televisivi: Il sabato dello Zecchino (1986), Patatrac (1987-1991), La TV degli animali, È domenica papà (2002-2011).
È stato giornalista inviato per Sereno variabile, ha scritto la sceneggiatura di diverse puntate della Melevisione ed è stato l'autore di RaiSat Ragazzi.
Per Rai Radio ha condotto Strada facendo e Le colonne d'Ercole, entrambe su Rai Radio 2.
Come attore ha avuto delle parti nei film La neve nel bicchiere (1984), Rimini Rimini - Un anno dopo (1988), L'insegnante di violoncello (1989), e nella miniserie La piovra 7 - Indagine sulla morte del commissario Cattani (1995).
Negli anni del progressivo spegnimento del segnale analogico e della nascita dei nuovi canali digitali, Traverso ha lavorato come conduttore nei programmi Parapapà (2011-2012) e Casa Lallo (2011), trasmessi in prima visione su Rai Yoyo.
Dal 2017 è autore e conduttore di Rai Radio Kids, la radio Rai dedicata ai bambini. Per Rai Radio Kids, Armando Traverso scrive e conduce diversi programmi fra cui Big Bang, il talk quotidiano che lo vede al fianco di quattro pupazzi: Lallo il cavallo, Lella la pecorella, DJ (alias Giovanni Bussi) e Krud (alias Andrea Calabretta).
Nel 2020 ha spiegato il coronavirus ai bambini e ai ragazzi nella striscia quotidiana Diario di casa, condotto con Carolina Benvenga, in onda su Rai 1, poi Rai 2, Rai Gulp e RaiPlay. La trasmissione ospitava pediatri, psicologi ed educatori che, con un linguaggio adeguato, rispondevano agli interrogativi che i giovani telespettatori inviavano al programma per dar loro consigli utili.
Nel 2023 ha partecipato alle serate della 66ª edizione dello Zecchino d'Oro per annunciare e far conoscere al pubblico il nuovo "Premio Rai Radio Kids", in collegamento dallo studio di Rai Radio Kids, accompagnato dai due pupazzi DJ e Krud, tutti e tre conduttori del talk radiofonico Big Bang.
Nel settembre 2024 ha condotto su Rai 3, con Francesca Barolini, Teche Kids - La TV dei ragazzi fa 70!.